# نفرتكاو الثالثة
نفرتكاو الثالثة كانت أميرة مصرية قديمة. عاشت خلال الأسرة الرابعة. كانت ربما ابنة مرس عنخ الثانية وحورباف. وإذا كان الأمر كذلك، فهي حفيدة الملك خوفو. اقترح بود أن نفرتكاو كانت ابنة خوفو بدلاً من ذلك. نفرتكاو تحمل الألقاب "ابنة الملك من جسده" و"كاهنة نيت" في مشهد في مصلى مقبرتها. كانت متزوجة من مسؤول يدعى إيينفر. أنجبت نفرتكاو وإيينفر ابنة تدعى أيضاً نفرتكاو واثنين أو ثلاثة أبناء. اقترح سترووديك أن إيينفر قد يكون ابن خوفو. بناءً على تفسير العلاقات العائلية، قد تكون نفرتكاو تزوجت إما عمها أو أخاها.

## المقبرة
دفنت نفرتكاو وإيينفر في G 7820 الذي هو جزء من مصطبة مزدوجة. تقع المقبرة في الحقل الشرقي وهو جزء من جبانة الجيزة.

### المصلى
تظهر المشاهد نفرتكاو وزوجها. في مشهد واحد تظهر فتاة صغيرة بين والديها. وتدعى "ابنتهما نفرتكاو". في نفس المشهد يظهر ولد صغير أمام والده، ولكن لم يتم تسجيل أي اسم. في مشهد آخر تم تصوير ولدان صغيران ورجل أكبر قليلاً مع إيينفر. الولدان الصغيران هما أبناء، والرجل الأكبر قد يكون تصويرًا لابنهما الأكبر.

### حفر الدفن
تم بناء حفرتين للدفن. يُعتقد أن الزوج دُفن في الحفرة المرقمة G 7820A، بينما دُفنت نفرتكاو على الأرجح في الحفرة G 7820B. في G 7820A لم يتم العثور على أي آثار لتابوت، ولم يكن هناك حفرة كانوبية أو فجوة. في G 7820B لم يتم العثور أيضًا على أي آثار لتابوت، ولكن كانت هناك حفرة كانوبية في الركن الجنوبي الشرقي من حجرة الدفن.